# Orville (Orne)
Pour les articles homonymes, voir Orville.
Orville est une ancienne commune française, située dans le département de l'Orne en région Normandie, devenue le 1er janvier 2016 une commune déléguée au sein de la commune nouvelle de Sap-en-Auge.
Elle est peuplée de 105 habitants (les Orvillais).

## Géographie
| Ticheville                     | Ticheville, Le Bosc-Renoult | Le Bosc-Renoult, Le Sap |
| Ticheville                     | Orville                     | Le Sap                  |
| Roiville, Neuville-sur-Touques | Neuville-sur-Touques        | Le Sap                  |

## Toponymie
Le nom de la localité est attesté sous la forme Aurevilla vers 1350,. Le toponyme serait issu d'un anthroponyme germanique tel que Aus-ric, Orrich, Auricus ou Auric. Le second élément est l'ancien français ville dans son sens originel de « domaine rural » hérité du latin villa rustica.

## Histoire

### Seigneurs d'Orville
Orville est un fief tenu par la famille de Maurey depuis au moins le XVIIe siècle, à partir de Jérôme-Gaspard de Maurey (1700-1755), seigneur d'Orville. Plusieurs de ses descendants, dont Pierre II de Maurey (1758-1808), sont aussi dits "sieurs d'Orville". Cette branche, appelée "de Maurey d'Orville", a pour plus célèbre membre l'historien et poète légitimiste Pierre-Claude de Maurey d'Orville (1763-1832).

## Politique et administration
| Période                                  | Période      | Identité        | Étiquette | Qualité                |
| ---------------------------------------- | ------------ | --------------- | --------- | ---------------------- |
| avant 1995                               | ?            | Michel Grimbert |           |                        |
| ?                                        | février 2006 | Daniel Aury     |           | Agriculteur            |
| février 2006                             | En cours     | Raymonde Clouet | SE        | Agricultrice retraitée |
| Les données manquantes sont à compléter. |              |                 |           |                        |

Le conseil municipal est composé de sept membres dont le maire et un adjoint.

## Démographie
En 2021, la commune comptait 105 habitants. Depuis 2004, les enquêtes de recensement dans les communes de moins de 10 000 habitants ont lieu tous les cinq ans (en 2007, 2012, 2017, etc. pour Orville) et les chiffres de population municipale légale des autres années sont des estimations.
Orville a compté jusqu'à 407 habitants en 1821.
| 1793 | 1800 | 1806 | 1821 | 1836 | 1841 | 1846 | 1851 | 1856 |
| ---- | ---- | ---- | ---- | ---- | ---- | ---- | ---- | ---- |
| 342  | 384  | 344  | 407  | 401  | 375  | 350  | 332  | 337  |

| 1861 | 1866 | 1872 | 1876 | 1881 | 1886 | 1891 | 1896 | 1901 |
| ---- | ---- | ---- | ---- | ---- | ---- | ---- | ---- | ---- |
| 283  | 283  | 246  | 253  | 278  | 249  | 236  | 193  | 187  |

| 1906 | 1911 | 1921 | 1926 | 1931 | 1936 | 1946 | 1954 | 1962 |
| ---- | ---- | ---- | ---- | ---- | ---- | ---- | ---- | ---- |
| 151  | 153  | 150  | 147  | 158  | 139  | 128  | 117  | 153  |

| 1968 | 1975 | 1982 | 1990 | 1999 | 2007 | 2011 | 2016 | 2020 |
| ---- | ---- | ---- | ---- | ---- | ---- | ---- | ---- | ---- |
| 129  | 108  | 102  | 86   | 81   | 97   | 99   | 108  | 105  |

## Lieux et monuments
- Église Saint-Brice abritant une Vierge à l'Enfant du XVe siècle, une statue représentant sainte Anne et la Vierge du XVIe ou XVIIe et un retable du XVIIIe classés à titre d'objets aux Monuments historiques[12].

## Personnalités liées à la commune
- Jérôme-Gaspard de Maurey, seigneur d'Orville (1700-1755).
- Jean-Baptiste Ier de Maurey, seigneur d'Orville (1734-1811).
- Pierre II de Maurey, sieur d'Orville (1758-1808).
- Jean-Baptiste II de Maurey (1791-1865), sieur d'Orville (1758-1808).
- Pierre-Claude de Maurey d'Orville (1763-1832), historien et poète légitimiste.
- Sosthène de Maurey, sieur d'Orville (1835-1903).